# Xebec
A Xebec, Inc. (株式会社ジーベック; Kabusikigaisa Dzsíbekku; Hepburn: Kabushikigaisha Jībekku) az IG Port leányvállalataként működő animációs stúdió. 1995. május 1-jén alapították a Production I.G leányvállalataként, székhelye Kokubundzsiban, Tokióban található.
Számos népszerű animesorozatot készítettek el, mint a Love Hina, a To Love-Ru, a  Kidó szenkan Nadesico vagy a Sámán király. A hangeffektekkel foglalkozó részlegük olyan hangeffektekkel dolgozik, amelyek a Sunrise jellegzetességeit hordozzák.
Magyarországon három, a stúdió által készített animesorozatot mutattak be, a Sámán királyt, a MegaMan NT Warriort és a D.I.C.E. – A mentőcsapatot.
A cég logója egyedi, ugyanis tartalmazza a nevének fonetikus átírását: [zi:bek].

## Munkái

### Televíziós animesorozatok
- Bakurecu Hunter (1995–1996)
- Kidó szenkan Nadesico (1996–1997)
- Bakuszó kjódai Let’s & Go!! (1996–1998)
- Bakuszó kjódai Let’s & Go!! WGP (1997)
- Bakuszó kjódai Let’s & Go!! MAX (1998)
- Steam Detectives (1998–1999)
- Csószoku Spinner (1998–1999)
- Bakkjú renpacu!! Super B-Daman (1999)
- Zoids: Chaotic Century (1999–2000)
- Csikjú bóei kigjó Dai-Guard (1999–2000)
- Megami kóhoszei (2000)
- Love Hina (2000)
- Zoids: New Century Slash Zero (2001)
- Tales of Eternia: The Animation (2001)
- Sámán király (2001–2002)
- MegaMan NT Warrior (Rockman.EXE) (2002–2003)
- Rikudzsó bóetai Mao-csan (2002)
- Ucsú no Stellvia (2003)
- D.N.Angel (2003)
- Avenger (2003)
- Binzume jószei (2003)
- MegaMan NT Warrior: Axess (2003–2004)
- Szókjú no Fafner (2004)
- MegaMan NT Warrior: Stream (2004–2005)
- D.I.C.E. – A mentőcsapat (2005)
- Mahó szenszei Negima! (2005)
- Elemental Gerad (2005)
- Petopeto-szan (2005)
- MegaMan NT Warrior: Beast (2005–2006)
- MegaMan NT Warrior: Beast+ (2006)
- Saru Get You (On Air) (2006)
- Saru Get You (On Air) 2nd (2006–2007)
- Buszó Renkin (2006–2007)
- The Third (2006)
- Rjúszei no Rockman (2006–2007)
- Hitohira (2007)
- Heroic Age (2007)
- Over Drive (2007)
- Zombie-Loan (2007)
- Rjúszei no Rockman Tribe (2007–2008)
- Mnemosyne no muszumetacsi (2008)
- To Love-Ru (2008)
- Kanokon (2008)
- Kjó no go no ni (2008)
- Pandora Hearts (2009)
- Ladies versus Butlers! (2010)
- Hanakappa (2010–) (az OLM, Inc.-vel koprodukcióban)
- MM! (2010)
- Motto To Love-Ru (2010)
- Rio: Rainbow Gate! (2011)
- Hen Semi (2011)
- Softenni (2011)
- Rinne no Lagrange (2012)
- Upotte!! (2012)
- Haijore! Nyaruko-szan (2012)
- To Love-Ru Darkness (2012)
- Ucsú szenkan Yamato 2199 (2012–2013) (koprodukcióban az AIC-vel 1–10. epizódig)
- Haijore! Nyaruko-szan W (2013)
- Pokémon Origins (2013) (az OLM, Inc.-vel és a Production I.G-vel koprodukcióban)
- Future Card Buddyfight (2014–2015) (az OLM, Inc.-vel koprodukcióban)
- Maken-ki! Two (2014)
- Broken Blade (2014) (a Production I.G-vel koprodukcióban)
- Monster Retsuden Oreca Battle (2014–2015) (az OLM, Inc.-vel koprodukcióban)
- Sirogane no isi Argevollen (2014)
- Tokyo ESP (2014)
- Szókjú no Fafner: Exodus (2015)
- Triage X (2015)
- Future Card Buddyfight 100 (2015–) (az OLM, Inc.-vel koprodukcióban)
- To Love-Ru Darkness 2nd (2015)

### OVA-k
- Blue Seed Beyond (1996–1998) (a Production I.G-vel koprodukcióban)
- Bakurecu Hunter (1996–1997)
- Gekiganger III (1998)
- Love Hina Christmas Special - Silent Eve (2000)
- Love Hina Haru Special kimi szakuracsirunakare!!? (2001)
- Love Hina Again (2002)
- Special Curriculum: Megami kóhoszei (2002)
- Mahó szenszei Negima! (2004–2005) (bemutatófilmek)
- Madzsokko Cukune-csan (2005)
- Petit Eva: Evangelion@School (2007)
- To Love-Ru (2009–2010)
- Pandora Hearts Omake (2009–2010)
- Kanokon: Manacu no daisanikuszai (2009)
- Hen Semi (2010–2011)
- To Love-Ru Darkness (2012–2015)
- Rinne no Lagrange: Kamogava Days (2012)
- Haijore! Nyaruko-szan F (2015)

### Filmek
- Bakuszó kjódai Let’s & Go!! WGP Bószó mini jonku dai cuiszeki! (1997)
- Kidó szenkan Nadesico – The Prince of Darkness (1998)
- Akihabara dennó gumi 2011 no nacu jaszumi (1999)
- Rockman EXE Hikari to jami no Program (2005)
- Major: Júdzsó no Winning Shot (2008)
- Szókjú no Fafner: Heaven and Earth (2010)
- Broken Blade (2010–2011) (filmsorozat)
- Pokémon the Movie: Black—Victini and Reshiram and White—Victini and Zekrom (2011) (az OLM, Inc.-vel és a Production I.G-vel koprodukcióban)
- Ucsú szenkan Yamato 2199: Cuioku no kókai (2014)
- Ucsú szenkan Yamato 2199: Hosimeguru hakobune (2014)

### Videojátékok animációi
- Bakurecu Hunter
- Kidó szenkan Nadesico
- Macross VF-X
- Mega Man 8 (1996)
- Mega Man X4 (1997)
- Shaman King: Spirit of Shamans (2002)
- Killer7 (2005)
- Mega Man Maverick Hunter X (2005)
- The Sky Crawlers: Innocent Aces (2008)
- Super Robot Taisen OG Saga: Endless Frontier EXCEED (2010)

## Részlegei
A XEBEC M2 leányvállalatot 2003-ban alapították. Fő tevékenysége az animációs asszisztálás a fő stúdió és más cégek, mint az OLM, Inc. számára. Három sorozatot teljes egészében a XEBEC M2 készített: Petopeto-szan, Zombie-Loan és Hitohira. 2009-ben megszűnt.
A XEBECzwei 2012-ben alakult. Feladata a fázis-, kulcs- és második kulcsrajzolás kezelése a fő és más stúdiók számára. A Szókjú no Fafner: Exodus sorozatot teljes egészében a XEBECzwei készítette.